# Diplotaxis costanera
Diplotaxis costanera är en skalbaggsart som beskrevs av Patricia Vaurie 1958. Diplotaxis costanera ingår i släktet Diplotaxis och familjen Melolonthidae. Inga underarter finns listade i Catalogue of Life.